# Relationer mellan Sverige och Nato

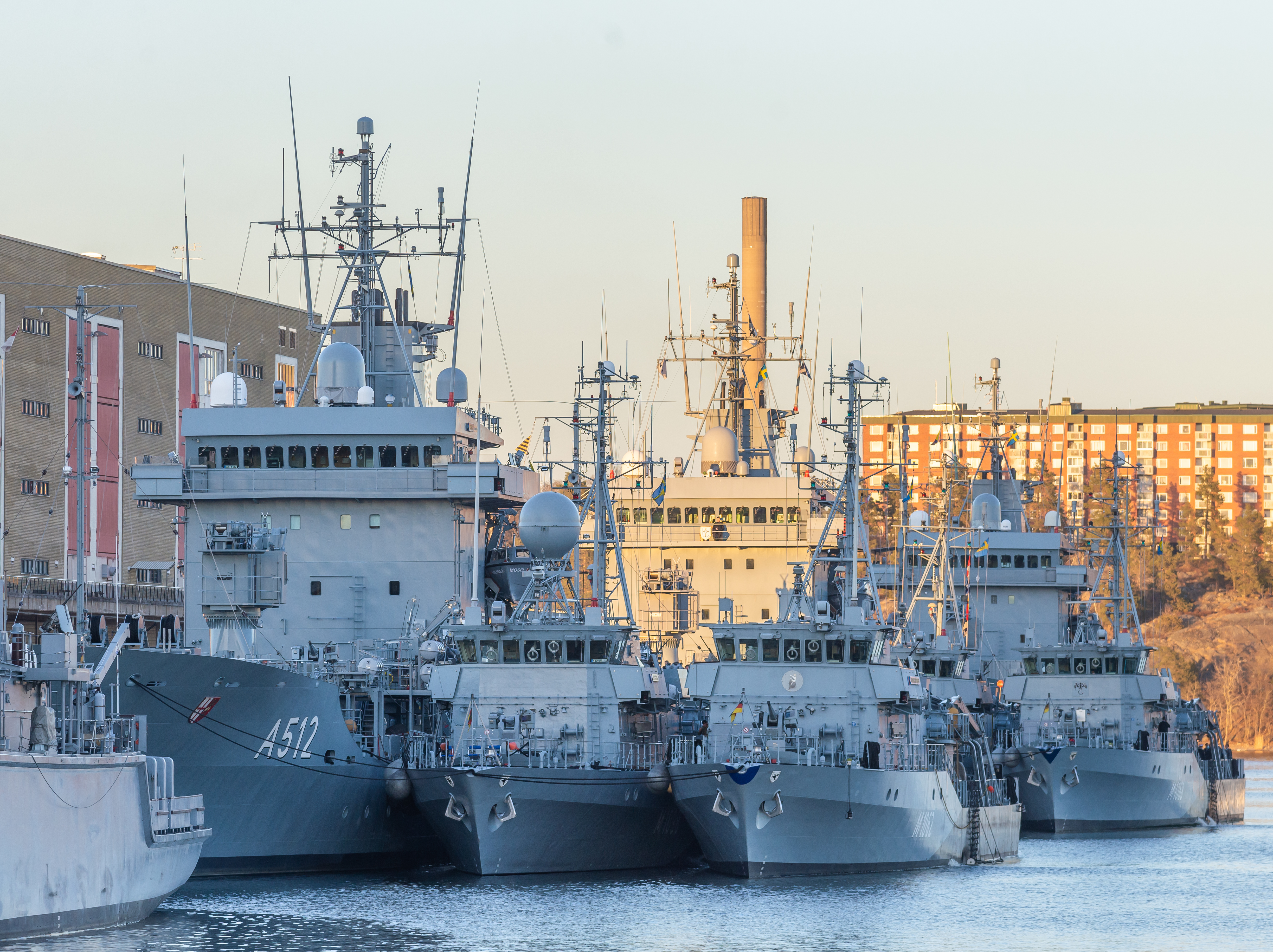
Tyska och baltiska Natofartyg i Stockholm, 20 mars 2022.

Relationer mellan Sverige och Nato inleddes redan tidigt under kalla kriget, men formaliserades först 1994 då Sverige gick med i Partnerskap för fred. Den 7 mars 2024 blev Sverige medlem i Nato.
Sedan det första partnerskapsavtalet har relationerna utvecklats. År 2014 inledde Sverige samarbete med Nato inom ramen för Interoperabilitetsplattformen samt Enhanced Opportunity Partner, EOP. Sverige har även signerat Värdlandsavtalet, har ett utvecklat samarbete för katastrofinsatsarbete inom Euro-Atlantic Disaster Response Co-ordination Centre, EADRCC samt har ingått i Natos insatser i Kosovo, Afghanistan och Irak.
Den 15 december 2020 fattade riksdagen beslut om att Sverige bör uttala en så kallad Nato-option som skulle innebära "att Sverige upprätthåller möjligheten att söka medlemskap i försvarsalliansen Nato och noggrant ger akt på förändringar i den internationella säkerhetspolitiska miljön". Regeringen avvaktade med att implementera beslutet, men efter Rysslands invasion av Ukraina i februari 2022 tillsatte regeringen en arbetsgrupp för att se över Sveriges säkerhetspolitiska doktrin. Arbetsgruppen konstaterade den 13 maj samma år att ett svenskt Natomedlemskap skulle minska risken för militära konflikter i Sverige och närområdet. En riksdagsdebatt anordnades i frågan tre dagar, varvid sex av åtta riksdagspartier uttalade sitt stöd för ett svenskt Natomedlemskap. Den 16 maj 2022 beslutade därför Sveriges regering att ansöka om svenskt Natomedlemskap. Den 5 juli 2022 undertecknade Nato anslutningsprotokollet för att Sverige ska gå med i alliansen. Den 7 mars 2024 anslöts Sverige formellt till alliansen.

## Bakgrund

### Neutralitetspolitiken
Karl XIV Johan lade i början av 1800-talet grund för det som senare blev den svenska neutralitetspolitiken med mottot "alliansfrihet i fred, neutralitet i krig". Sedan 1907 är neutralitetsrätten en del av folkrätten genom Haagkonventionen. Av den framgår att "En stat som vill undvika att bli indragen i en konflikt kan förklara sig neutral och stå utanför konflikten. Den neutrala staten måste vara opartisk gentemot de krigsförande. Den neutrale ska hindra att någon krigförande drar nytta av neutralt terrorium och neutral egendom. Därför får inte heller radarstationer eller andra typer av anläggningar användas som rapporterar till krigförande part".
Från 1950-talet fram till 1990-talet användes begreppet neutralitetspolitik i Sverige för att beskriva den svenska politikens mål att stå utanför en konflikt i Europa mellan Warszawapakten och Nato. I praktiken innebar det att stå utanför allianser men samtidigt upprätthålla ett grundläggande försvar.

### Efter andra världskriget
När andra världskriget led mot sitt slut och det stod klart att de stridande skulle splittras i två block sade Sveriges utrikesminister Christian Günther "Varje stormakt, som skulle få oss med i ett allianssystem, skulle därigenom riskera att skapa en irritationsfaktor i förhållandet till en annan stormakt". Utåt höll både politiker och militär med, men i praktiken ansågs det behövas en annan plan. Sverige behövde tillgång till försvarsmateriel och teknik, vilket fanns i Storbritannien och USA, men dessa länder ville inte samarbeta med Sverige – ett land vars neutralitetspolitik använts som skäl för att sälja järnmalm, kullager och andra krigsviktiga produkter till krigförande Tyskland. År 1946 tillträdde Tage Erlander (S) som statsminister, en USA-orienterad politiker som var stark motståndare mot kommunismen.
Efter andra världskriget ville svenska regeringen påbörja en nedmontering av det svenska försvaret, men Pragkuppen år 1948 och Koreakriget år 1950 gjorde att nedmonteringen avstannade.

## Historia

### Fortsatt svensk neutralitet
Efter att förhandlingar om en möjlig nordisk försvarsallians med Danmark och Norge avslutats och de båda länderna 1949 gick med i det då nybildade Nato, valde Sverige officiellt att hålla fast vid neutralitetspolitiken. Svenska diplomater förbjöds fram till början av 1990-talet att besöka Natos högkvarter SHAPE och att delta på alliansens presskonferenser. För att få kännedom om Natos pressmeddelanden förmedlades dessa genom svenska journalister på plats i Bryssel. I och med att Sverige undvek direktkontakt med högkvarteret kunde landet också påstå att man inte hade några formella band med Nato.
Samtidigt som diplomaterna förbjöds kontakter med Nato så bedrev Sverige ett omfattande samarbete med Nato-landet USA inom militärteknik och underrättelseverksamhet. Givet att Sverige var det största landet i Skandinavien blev landet också en nyckel till den militära underrättelsetjänstens spaning mot Sovjetunionen, något som konstaterats av USA:s nationella säkerhetsråd redan 1948 och från att Kalla kriget inleddes hade Sverige hemliga avtal med grannländerna Danmark och Norge, som båda var Nato-medlemmar.
Samarbete skedde även med Nato-landet Storbritannien. Ett exempel på sådant samarbete var när ett svenskt spaningsflygplan sköts ner av Sovjetunionen i juni 1952. Samma år fattade Nato beslut om att alliansens kontakter med Sverige skulle ske genom Norge och det nordiska militära samarbetet. Sverige blev från 1950-talet en del av Natos underrättelseregim och varje dag fick Försvarsmakten information från Natoländerna om bland annat militära förflyttningar inom Warszawapakten, så kallade order of battle.
Den 1 juli 1952 undertecknades ett avtal med USA i enlighet med Mutual Defense Assistance Act och därmed öppnades dörrarna för ett fördjupat militärtekniskt samarbete. Sverige kom därefter att jämställas med Nato-länderna i vissa frågor. Till exempel fick Sverige köpa försvarsmateriel och råmaterial från USA. I maj 1957 fastslogs att Sverige inkluderades i Natos försvar då medlemsländernas försvarsministrar konstaterade att "Skandinavien bör försvaras som en helhet så framskjutet som möjligt". Året därpå inkluderades Sverige även som "medkrigförande" i Natos strategier för att hantera ett eventuellt kommande anfall från Sovjetunionen. Trots det omfattande samarbetet med Nato-medlemmar fortsatte Östen Undén, Sveriges utrikesminister åren 1945 till 1962, att driva den officiella utrikespolitiken där Sverige var neutrala. Han hade tvärtemot Erlander en negativ inställning till USA och hade goda relationer med den svenska ambassadören i Moskva, Rolf Sohlman.
Knappt ett år efter att Berlinmuren byggdes, år 1962, utfärdade den amerikanska presidenten John F. Kennedy en säkerhetsgaranti till Sverige. Men året därpå gjorde Wennerströmaffären att en diplomatisk kris med USA utbröt. Krisen reddes senare ut av Olof Palme.
De norska, danska, svenska och finska socialdemokratiska partierna bildade 1969 en särskild säkerhetspolitisk kontaktkommitté. Samtidigt bedrev Sverige en politik som gjorde att man blev allt mer avskärmad från västvärlden. Vietnamkriget gjorde relationerna med USA spända, Sverige sa nej till medlemskap i EEC (nuvarande EU) och politiken inkluderade förslag om nedrustning. Men samtidigt som Sverige kritiserade Vietnamkriget förstärktes det hemliga samarbetet med USA.
Åren 1973 och 1974 sökte Palme påverka Nato-landet Island att behålla en amerikansk militärbas i landet och därefter blev det en tradition att duktiga svenska officerare utbildades i USA av amerikansk militär.
Från 1977 deltog överbefälhavaren Stig Synnergren och Utrikesdepartementets kabinettssekreterare Leif Leifland i de inofficiella säkerhetssamtalen med Norge, Danmark och Finland. Dessa möten hölls "två gånger per år med varje land och växelvis i varandras huvudstäder". Samtalen skedde med stor diskretion eftersom det ansågs ytterst känsligt att neutrala Sverige diskuterade en gemensam strategi med ett Nato-land, det var orsaken till att en svensk minister aldrig deltog i dessa samtal.
Under 1980-talet byggdes Flygenhet 66 upp som, tillsammans med Danmark och Norge, dels genomförde övningar av dolda förflyttningar, dels infiltrerade finska områden i närheten av gränsen mot Sovjetunionen.

### Officiellt samarbete
År 1994 ingick Sverige samarbete med Nato genom anslutningen till Partnerskap för fred. Tre år senare anslöt Sverige även till Euroatlantiska partnerskapsrådet. År 1995 hade Sverige också blivit medlem i EU. Samma år var Sverige för första gången delaktigt i en av Natos internationella insatser då man deltog i den militära brigaden IFOR och senare SFOR i Bosnien. I juli 1997 var statsminister Göran Persson (S), den första svenska regeringschef som deltog på ett Nato-toppmöte och året därpå, 1998, utsågs den första svenska Natoambassadören. Det allt mer utvecklade samarbetet med Nato och EU ledde till att efterlevnaden av neutralitetspolitiken kom att ifrågasättas.
År 1999 ingick Sverige i den FN-sanktionerade Natostyrkan Kfor i Kosovo. Samma år vände Liberalerna, dåvarande Folkpartiet, som första riksdagsparti i Nato-frågan och tog då ställning för ett svenskt medlemskap. Några år senare, i början av 2000-talet, vände även Moderaterna och började förespråka ett svenskt Nato-medlemskap.
När FRA-lagen sedan kom år 2008 var det en fördjupning av det underrättelsesamarbete som redan fanns med Nato. Upp mot 80 procent av Rysslands kontakter passerade genom svenska kablar, givet Sveriges geografiska läge, och det var den största orsaken till den nya lagen. Men detta uppgavs officiellt aldrig för allmänheten. Under en stor del av Kalla kriget och även efter har just signalspaningen genom Försvarets radioanstalt (FRA), varit den del av underrättelsetjänsten som fått störst anslag. Detta i syfte att kunna byta underrättelseinformation med andra länder.
Under den borgerliga regeringen undertecknade Sverige det så kallade värdlandsavtalet år 2014, vilket ratificerades av Riksdagen år 2016. Samma år som avtal undertecknades blev Sverige tilldelad ett "guldkort" i Nato genom att landet blev Enhanced Opportunity Partner. Sverige, tillsammans med Finland, använde sitt nya partnerskap till att få ökat i flytande i Nato och det så kallade 28+2-samarbetet inleddes. Genom samarbetet skapades ett exklusivt format för att diskutera utvecklingen i Östersjöregionen.
Den 20 augusti 2015 fattade regeringen beslut om den så kallade Natoutredningen, ett betänkande som bland annat skulle analysera konsekvenser av ett eventuellt svenskt Natomedlemskap. Strax efter fattade Centerpartiet beslut om driva frågan om medlemskap. Som fjärde riksdagsparti valde även Kristdemokraterna samma år att verka för ett svenskt medlemskap.
Mellan åren 2017 och 2021 beräknades försvarets totala kostnader för försvaret som andel av BNP ha ökat från 1 procent till 1,7 procent. Den 10 mars 2022 meddelade statsminister Magdalena Andersson (S) att försvaret skulle få ökade resurser och att målet var att nå 2 procent av BNP "så fort det är praktiskt möjligt. Det vill säga när det är möjligt att på ett effektivt sätt omsätta ökningarna i stärkt försvarsförmåga". Sveriges försvarsbudget skulle således harmonisera med det redan befintliga åtagandet bland Nato-länder där samtliga medlemmar ska avsätta 2 procent av BNP för landets egna försvar.
Sverige har även ett Individual Partnership Cooperation Programme med Nato som förnyas vartannat år. Dessutom deltar flera svenska myndigheter i Natos civila kommittéstruktur. Dessa var år 2022;
- Myndigheten för samhällsskydd och beredskap ingår i Civil Protection Group och Civil Communcations Planning Group. I den senare ingår även Post- och telestyrelsen.
- Energimyndigheten ingår i Energy Planning Group.
- Trafikverket, Transportstyrelsen, Sjöfartsverket och Luftfartsverket ingår i Transportation Group.
- Livsmedelsverket och Jordbruksverket ingår i Food and Agricultural Planning Group.
- Socialstyrelsen ingår i Joint Health Group.

### Medlemsansökan 2022
Med anledning av Rysslands invasion av Ukraina 2022 tillsatte regeringen den 16 mars samma år en parlamentarisk arbetsgrupp för överläggningar om det förändrade säkerhetspolitiska läget. Arbetsgruppen leddes av utrikesminister Ann Linde (S). Ledamöter var en representant vardera för de åtta riksdagspartierna. Även försvarsminister Peter Hultqvist (S) deltog i arbetet. Arbetsgruppen avhandlade Ryssland, västvärldens svar på det förändrade säkerhetspolitiska läget, Sveriges försvars- och säkerhetspolitiska samarbeten samt ett eventuellt svenskt Natomedlemskap.
Den 13 maj 2022 presenterade arbetsgruppen sin rapport, Ett försämrat säkerhetspolitiskt läge – konsekvenser för Sverige (Ds 2022:7). I slutsatserna konstaterades att Rysslands invasion av Ukraina inneburit "ett strukturellt och långsiktigt kraftigt försämrat säkerhetspolitiskt läge i Europa" och att det gjort det nödvändigt att ta ställning till hur Sveriges säkerhet ska garanteras. Utredningen poängterade att Sverige visserligen ingår i flera försvarssamarbeten, men att det inom ramen för dessa samarbeten inte finns några ömsesidigt bindande försvarsförpliktelser eller garantier för att Sverige skulle få hjälp vid ett angrepp från främmande makt.
Arbetsgruppen konstaterade därför att "Ett svenskt Natomedlemskap skulle höja tröskeln för militära konflikter och därmed ge en konfliktavhållande effekt i norra Europa. Om både Sverige och Finland var medlemmar i Nato skulle samtliga nordiska och baltiska länder omfattas av kollektiva försvarsförpliktelser. Den osäkerhet som i nuläget råder kring hur ett gemensamt uppträdande skulle utformas i en säkerhetspolitisk kris eller vid ett väpnat angrepp skulle minska." Utredningen tog dock inte formellt ställning till ett medlemskap.
Rapporten presenterades vid en gemensam pressträff där utrikes- och försvarsministrarna deltog tillsammans med företrädarna för de åtta riksdagspartierna. Samtliga riksdagspartier ställde sig då bakom analysavsnitten i rapporten, och utrikesministern och Miljöpartiet betonade att det särskilt gällde synen på Ryssland. Miljöpartiet och Vänsterpartiet lämnade dock särskilda yttranden avseende rapportens slutsatser. Vid pressträffen framhöll Vänsterpartiet att de inte stod bakom slutsatsen om vad ett Natomedlemskap innebär, att rapporten helt saknar analys av nackdelarna med ett medlemskap och att Sverige måste förhandla om undantag för att garantera att kärnvapen aldrig ska användas i Sveriges namn.
Miljöpartiet betonade bristen på folklig demokratisk förankring av ett Natomedlemskap, en demokratisk tillbakagång bland medlemsländerna i Nato och diskussioner om mänskliga rättigheter med flera Natoländer. De stod därför fast vid sin inställning om att Sverige bör stå utanför försvarsalliansen.

#### Riksdagsdebatt, förbehåll och säkerhetsgarantier
Med anledning av rapporten från de säkerhetspolitiska överläggningarna begärde Socialdemokraterna en särskild debatt i Sveriges riksdag. Debatten anordnades den 16 maj på förmiddagen.
Dagen före debatten samlades Socialdemokraternas partistyrelse, och beslutade då att partiet ska verka för att Sverige ansöker om medlemskap i Nato. Beslutet innehöll också krav på ett ensidigt förbehåll mot utplacering av kärnvapen och permanenta Natobaser på svenskt territorium. Även Sverigedemokraterna samlades för att besluta om partiets ställningstagande, och stöttade Natomedlemskap. Båda partiernas beslut beskrevs som en total omsvängning i säkerhetspolitiken.
| Parti | Medlemskap (2022) | Mandat | Anmärkning                      |
| ----- | ----------------- | ------ | ------------------------------- |
| C     | Ja                | 31     |                                 |
| KD    | Ja                | 22     |                                 |
| L     | Ja                | 20     |                                 |
| MP    | Nej               | 16     |                                 |
| M     | Ja                | 70     |                                 |
| S     | Ja                | 100    | [ 62 ] [ 63 ]                   |
| SD    | Ja                | 62     | Vill gå med om Finland går med. |
| V     | Nej               | 28     | Vill även avsluta samarbete     |

Inför riksdagsdebatten hade Sverige fått säkerhetsförsäkringar från USA, Storbritannien, Tyskland, Frankrike, Norge och Danmark. Direkt efter regeringsbeslutet bekräftade statsministrarna Jonas Gahr Støre och Mette Frederiksen Norges respektive Danmarks utfästelser om en säkerhetsgaranti under ansökansperioden.
Den 12 maj 2022 hade också Finlands president Sauli Niinistö och statsminister Sanna Marin gjort ett gemensamt uttalande om att Finland bör bli medlem i Nato. Den 15 maj fattade den finska presidentens utrikes- och säkerhetspolitiska utskott det formella beslutet om att Finland ska ansöka om Natomedlemskap.
Riksdagsdebatten bekräftade bilden från rapporten om en ny säkerhetspolitik från några dagar tidigare. Centerpartiet, Kristdemokraterna, Liberalerna, Moderaterna, Socialdemokraterna och Sverigedemokraterna meddelade att de stödjer en svensk Natoansökan. Miljöpartiet och Vänsterpartiet motsatte sig Natomedlemskap. Riksdagen fattade dock inget beslut i själva sakfrågan, utan genomförde enbart en debatt.

#### Regeringens beslut
Direkt efter riksdagsdebatten den 16 maj 2022 höll regeringen ett extra regeringssammanträde, där man formellt fattade beslut att meddela Nato att Sverige vill upptas som medlem i försvarsalliansen. Regeringen beslutade också om en proposition som möjliggör att Sverige tar emot militärt stöd från samtliga EU-länder och samtliga Natoländer. Propositionen ska behandlas och beslutas av riksdagen.
Vid en gemensam pressträff uppgav statsminister Magdalena Andersson och Moderaternas partiledare Ulf Kristersson att det bästa för Sveriges säkerhet och svenska folkets säkerhet är att Sverige går med i Nato, att det bör göras tillsammans med Finland, att beslutet har en bred politisk förankring och att Natoansökan kommer att fullföljas oavsett valutgången den 11 september 2022.
Enligt Magdalena Andersson är nästa steg anslutningsförhandlingar mellan Sverige och Nato. När förhandlingarna är avslutade ska Sverige bekräfta sin vilja och förmåga att vara medlem i Nato genom en skriftlig avsiktsförklaring. Natoländerna ska besluta om ett anslutningsprotokoll som gör det möjligt för Sverige att bli medlem. Slutligen ska samtliga 30 medlemsländers parlament godkänna Sveriges ansökan.

#### Riksdagens beslut 2023

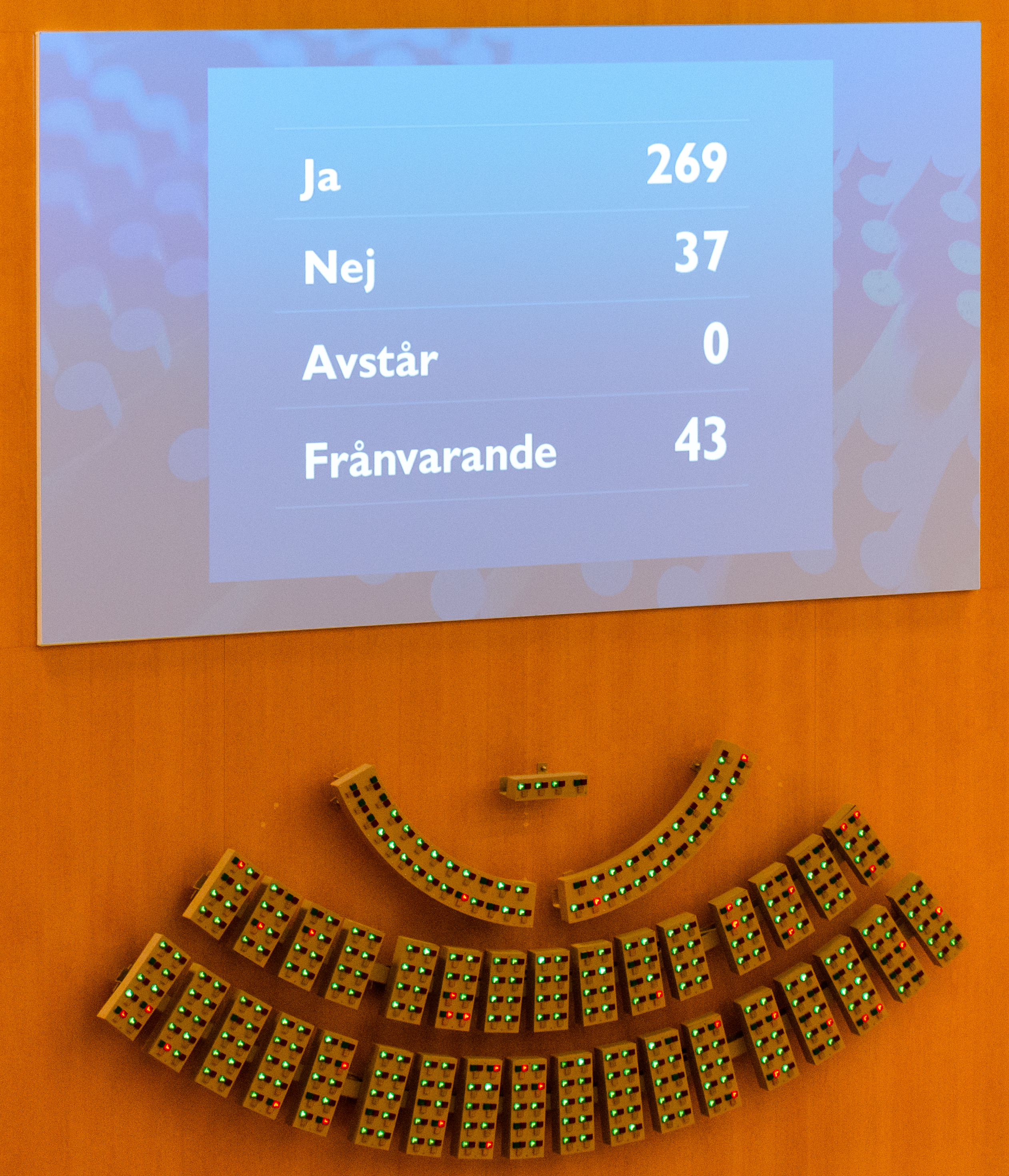
Resultat från omröstningen.

Den 22 mars 2023 klubbade riksdagen med bred majoritet igenom det historiska beslutet att Sverige ska lämna över 200 års alliansfrihet och istället gå med i Nato. 269 ledamöter röstade för, och 37 emot, medan 43 var frånvarande. En bred majoritet röstade för, endast V och MP sa nej.

#### Inträdesprocessen
Finlands ansökan godkändes tidigt av de andra medlemsländerna. Länderna Turkiet och Ungern dröjde att godkänna Sveriges ansökan. Turkiets president Erdoğan hänvisade bland annat till demonstrationerna i samband med Sveriges Nato-ansökan där bland annat Koranen hade bränts. Ungerska politiker hade synpunkter på hur bland annat svenska politiker hade uttalat sig om Ungern som land.
SVT:s politiska kommentator Mats Knutson bedömde i juni 2022 att det fördjupade samarbetet mellan Socialdemokraterna och PYD var en viktig del i den turkiska kritiken mot Sverige och att Turkiets president Erdoğan motsatte sig ett svenskt Nato-inträde. I februari 2023, då i rollen som utrikespolitisk talesperson för Socialdemokraterna, lyfte Morgan Johansson främst att det som ledde till att den svenska Nato-processen hade gått i stå var koranbränningar.
Den 24 januari 2024 beslutade Turkiets parlament att godkänna Sveriges ansökan. Enligt parlamentsledamoten Oğuz Üçüncü hade Sverige de senaste månaderna gjort vissa ändringar som möjliggjorde ett turkiskt godkännande. Han sade att Sverige hade ändrat sin grundlag, gjort lagändringar, samt fängslat och åtalat personer med koppling till PKK.:2m4s Sverige hade till exempel ändrat sin terrorlagstiftning, och vapenexporten till Turkiet hade återupptagits. Samtidigt hade den kritik mot Turkiet som svenska politiker tidigare framförde, mot brist på mänskliga rättigheter och brist på demokrati, helt upphört. 
Som sista medlemsland godkände Ungerns parlament Sveriges ansökan om medlemskap i Nato den 26 februari 2024. Den 7 mars 2024 blev Sverige formellt Natos 32:a medlemsstat.

## Militärt samarbete

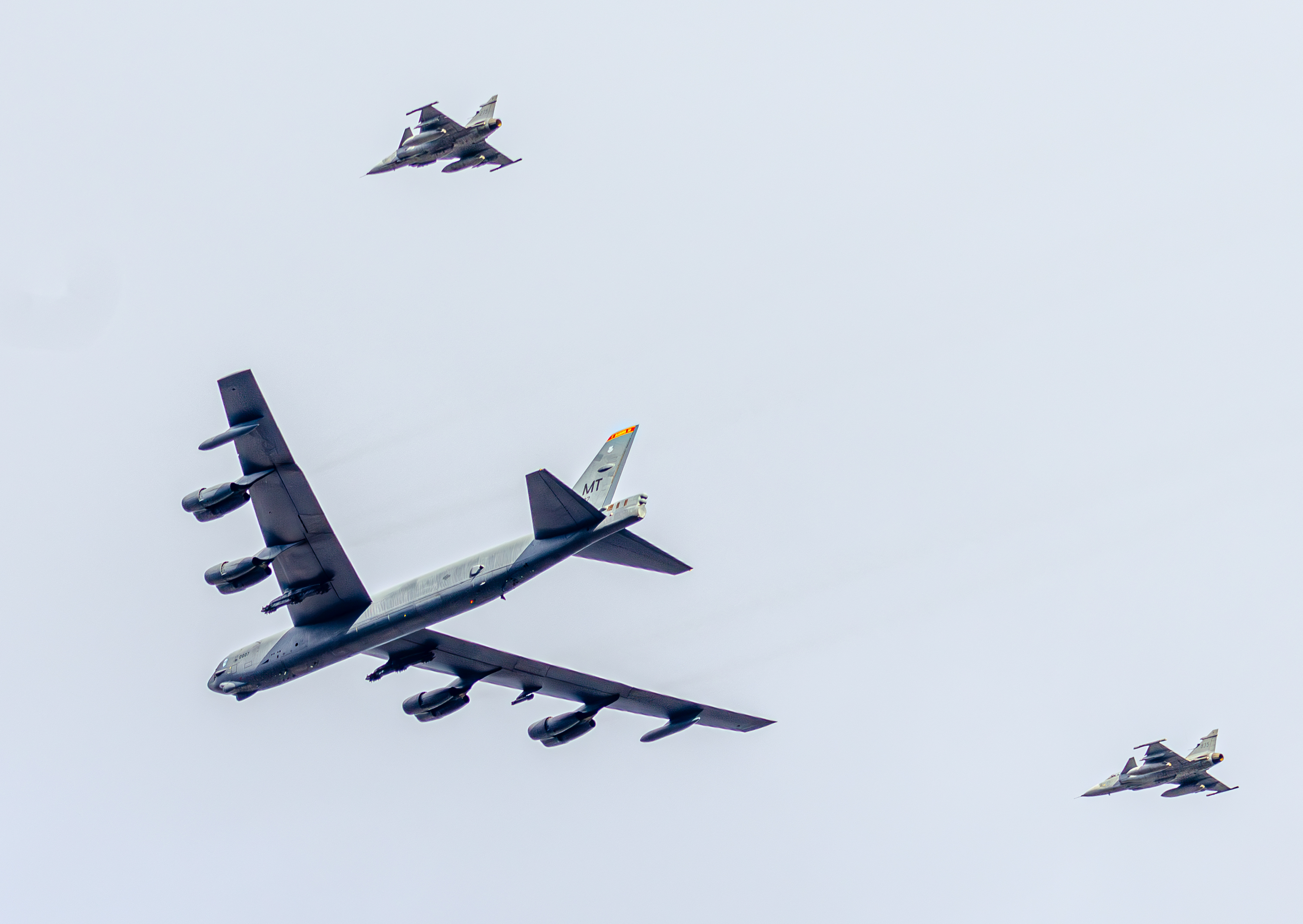
Ett amerikanskt bombplan av typ B-52 Stratofortress och två JAS 39 Gripen gör en lågflygning över Stockholm 2025, på ettårsdagen av Sveriges anslutning till Nato.

Militärt har Sverige deltagit i Nato-ledda styrkor i Bosnien-Hercegovina, Kosovo, Afghanistan, Libyen och Irak. Sverige deltar också i militära övningar tillsammans med andra Nato-anslutna länder och genom samarbetet i Partnerskap för fred, PFF, där Sverige varit delaktiga sedan år 1994.

### Kosovo
Den FN-sanktionerade Nato-styrkan KFOR påbörjade sitt uppdrag år 1999 och av de 50 000 personer som inledningsvis ingick i styrkan bidrog Sverige med 850 personer. Uppdraget är 2022 fortfarande pågående men både den internationella styrkan och Sveriges bidrag till den har minskat kraftigt och omfattar cirka 3 500 personer varav Sverige bidrar med fyra stabs-, rådgivar- och flygplatsadministratörsbefattningar.

### Afghanistan
I Afghanistan bidrog Sverige till Nato-uppdraget Resolute Support Mission från år 2015 till den 15 maj 2021. Det rörde sig om 15 stabspersonal som kompletterade den multinationella staben på Camp Marmal utanför Mazar-e Sharif i norra Afghanistan. Några medarbetarna tjänstgjorde dock i Kabul. Dessförinnan deltog Sverige i International Security Assistance Force (ISAF), då ingick som mest 1 000 svenska soldater.

### Övningsverksamhet

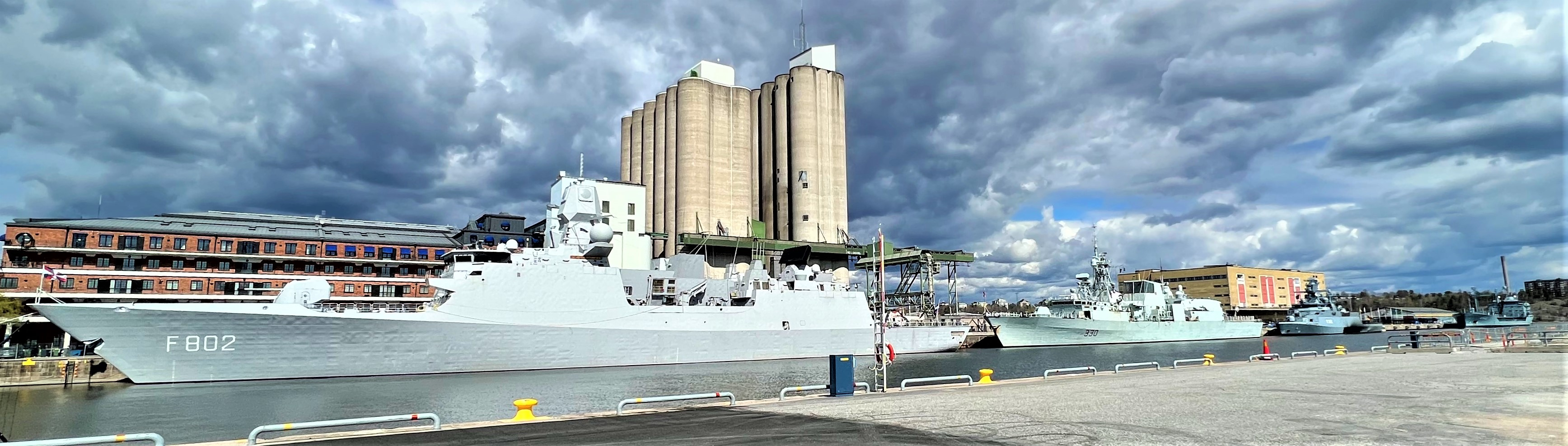
F802 HNLMS De Zeven Provinciën från Nederländerna, FFH 330 HMCS Halifax från Kanada samt de tyska F262 FGS Erfurt och A1442 Spessart i Frihamnen i Stockholm 29 april – 2 maj 2022.

Genom PFF har Sverige deltagit i hundratals övningar fram till år 2022. Ett exempel är den Nato-ledda övningen Arctic Challenge Exercise 2015. Ett annat är Baltops (Baltic Operations), en sedan 1971 årligen återkommande marinövning i och kring Östersjön, där Sverige deltagit sedan mitten av 1990-talet. I det marina samarbetet ingår också örlogsbesök bland annat för att besättningarna ska kunna vila och för att fartygen ska kunna bunkra mat och andra förnödenheter eller utföra underhållsarbete av olika slag.
Tretton örlogsfartyg från Natoländerna Tyskland, Estland, Lettland och Litauen var på rutinbesök i Frihamnen i Stockholm 20–23 mars 2022, efter en övning där Sverige inte deltog. 29 april – 2 maj 2022 besöktes Frihamnen i Stockholm av fyra örlogsfartyg, som ingår i Natos stående flottstyrka Standing Nato Maritime Group 1, SNMG 1, nämligen den nederländska fregatten F802 HNLMS De Zeven Provinciën, den kanadensiska fregatten FFH 330 HMCS Halifax, den tyska korvetten F262 FGS Erfurt och det tyska tankfartyget A1442 Spessart. Fartygen hade före besöket genomfört övningar med den svenska ubåten HMS Uppland.